# Districte de Frísia
|  | Per a altres significats, vegeu «Frísia». |

El Districte de Frísia (en alemany Landkreis Friesland) és un districte de l'estat federal de Baixa Saxònia (Alemanya). A l'oest limita amb el districte de Wittmund, al nord té com frontera natural la costa del Wattenmeer del Mar del Nord. A l'est es troba el riu Jade i Jadebusen i entre ells es troba la ciutat de Wilhelmshaven. Al sud es troben els districtes de Wesermarsch, Ammerland i Leer.
Al districte pertany també l'illa frisona oriental de Wangerooge.

## Geografia
El districte de Frísia es troba a l'est de la regió històrica de Frísia Oriental (Ostfriesland), la regió està unida a històricament al concepte Frísia (Friesland).

## Composició del districte
| 1. Bockhorn (8.746) 2. Jever, ciutat (13.915) 3. Sande (9.447) 4. Schortens, ciutat (21.224) 5. Varel, ciutat (25.186) 6. Wangerland (10.210) 7. Wangerooge, illa (1.025) 8. Zetel (11.788) | Municipis del districte de Friesland |

## Govern del districte
| Partit       | 10 set. 2006     | 10 set. 2006     | 10 set. 2006     | 9 set. 2001      | 9 set. 2001      | 9 set. 2001      |
| SPD          | 40,9%            | 47.465           | 19 escons        | 41,8%            | 53.824           | 20 escons        |
| CDU          | 27,9%            | 32.423           | 13 escons        | 28,9%            | 37.303           | 13 escons        |
| FDP          | 9,6%             | 11.165           | 4 escons         | 8,5%             | 10.920           | 4 escons         |
| Grüne        | 6,1%             | 7.044            | 3 escons         | 6,3%             | 8.135            | 3 escons         |
| UWG          | 3,8%             | 4.415            | 2 escons         | 5,0%             | 6.426            | 3 escons         |
| SWG          | 2,7%             | 3.134            | 1 escó           | 4,6%             | 5.923            | 2 escons         |
| BfB          | 4,5%             | 5.223            | 2 escons         | 2,7%             | 3.451            | 1 escó           |
| Die Linke    | 1,3%             | 1.543            | 1 escó           | –                | –                | –                |
| M.M.W.       | 3,2%             | 3.767            | 1 escó           | –                | –                | –                |
| Participació | 41.027 de 82.602 | 41.027 de 82.602 | 41.027 de 82.602 | 45.013 de 80.576 | 45.013 de 80.576 | 45.013 de 80.576 |
| Participació | 49,7%            | 49,7%            | 49,7%            | 55,9%            | 55,9%            | 55,9%            |